# جامعة تراقيا
جامعة تراقيا (بالتركية: Trakya Üniversitesi)، هي جامعة حكومية تقع في مدينة أدرنة شمال غرب تركيا. تأسست في 20 يوليو 1982 في منطقة تراقيا الشرقية. تُعد جامعة تراكيا جامعة إقليمية تمتد فروعها وحرمها الجامعي في مختلف أنحاء منطقة تراقيا.
تُمارس الجامعة أنشطة علمية تهدف إلى دعم التنمية الإقليمية، كما تقيم علاقات دولية خاصة ضمن شبكة جامعات البلقان، التي تضم أكثر من 40 جامعة من دول البلقان. كما تربطها علاقة تعاون أكاديمي مع جامعة لوراخ في ألمانيا.
في يوليو 2016، تم انتخب تباق أوغلو رئيسًا جديدًا للجامعة.